# Metamodernisme
Het metamodernisme is volgens protagonisten een nieuwe 'houding' tegenover de wereld in de hedendaagse westerse cultuur die ontstaan is als reactie op het postmodernisme. De typische houding van de 'postmodernist' is het scepticisme of ironie. Daarentegen laat de houding van het modernisme zich kenmerken door een ongebreideld geloof in de vooruitgang van de geschiedenis en de wetenschap; en komt de mensheid steeds dichter bij de waarheid. 
De typische houding die hoort bij het metamodernisme vindt het tussen de vorige twee genoemde houdingen. Deze houding zou zijn ontstaan uit ontevredenheid over het postmodernisme. Echter, teruggaan vanuit het postmodernisme naar het modernisme is niet mogelijk omdat het postmodernisme het modernisme ontkracht heeft. Een persoon die beïnvloed wordt door het idee van het postmodernisme, zal overal aan twijfelen. Hij of zij zal dus niet terug kunnen gaan naar een toestand van wél geloven in een materiële of immateriële goed of zaak. Hierdoor is het metamodernisme ontstaan. De houding die hierbij hoort is oscillatie, oftewel het voortdurend heen en weer bewegen tussen de postmoderne ironie en het moderne geloof. 
Kunstenaars of mensen in het algemeen die deze houding hebben zijn idealistisch en dan weer pragmatisch. Ze willen een oprecht, niet-ironisch verhaal vertellen, maar ze erkennen tegelijkertijd de contingentie van dit verhaal.